# バーリ (競走馬)
バーリ (Bahri) は、アメリカ合衆国で生産された競走馬および種牡馬である。

## 経歴

### 競走馬時代
1994年（2歳時）、競走馬デビュー戦は2着で、その後も2戦2着が続き4戦目で初勝利を挙げた。
1995年（3歳時）、休養を終えての復帰戦は重賞競走初挑戦となったグリーナムステークスに出走したがセルティックスウィングに敗れての2着、G1競走初挑戦となった2000ギニーはペニカンプに敗れて3着、アイリッシュ2000ギニーはスペクトラムに敗れて3着となるなど好走するが勝利はできなかったものの、約2ヵ月後の7月にセントジェームズパレスステークスに出走して勝利し重賞及びG1競走初勝利を挙げた。続くサセックスステークスはサイエダティにクビ差で敗れて2着、インターナショナルステークスもホーリングに敗れて2着とG1競走で2着が続いたが、クイーンエリザベス2世ステークスではリッジウッドパールを相手に6馬身差をつけて大勝しG1競走2勝目を挙げた。しかし次のチャンピオンステークスではスペクトラムに再び敗れて5着となり、この競走を最後に競走馬を引退した。

### 種牡馬時代
1996年より生まれ故郷でもあるアメリカ合衆国に戻りシャドウェルファームで繋養されていた。2004年よりアイルランドに渡り、デリンズタウンスタッドで繋養されている。
種牡馬としては初年度産駒からサキーを出し、サキーはすでに種牡馬入りしており後継種牡馬を残す事に成功している。
日本には競走馬としての産駒が数頭輸入され中央競馬で勝利しているが目立った成績を残した馬はいない。しかし母の父フィフスペトル、オセアグレイトが重賞競走を制している。

### エピソード
クイーンエリザベス2世ステークスでは一頭だけ馬場が荒れていない外ラチに向かって走り、最終コーナーになってから内側に向かって切り込んで快勝している。名牝リッジウッドパールを破る大金星であった。

## 主な産駒
- 1997年生
  - Sakhee / サキー（2001年インターナショナルステークス、凱旋門賞、種牡馬）

### 母の父としての主な産駒
- 2006年生
  - フィフスペトル（2008年函館2歳ステークス、2011年京成杯オータムハンデキャップ）
- 2016年生
  - オセアグレイト（2020年ステイヤーズステークス）

## 血統表
| バーリの血統リヴァーマン系 / Nasrullah 3×5=15.63%、Nearco 4×5=9.38%、Djebel 5×5=6.25% | バーリの血統リヴァーマン系 / Nasrullah 3×5=15.63%、Nearco 4×5=9.38%、Djebel 5×5=6.25% | バーリの血統リヴァーマン系 / Nasrullah 3×5=15.63%、Nearco 4×5=9.38%、Djebel 5×5=6.25% | （血統表の出典）  | （血統表の出典） |
| 父 Riverman 1969 鹿毛                                                                 | 父の父Never Bend 1960 鹿毛                                                            | Nasrullah                                                                             | Nearco            | Nearco           |
| 父 Riverman 1969 鹿毛                                                                 | 父の父Never Bend 1960 鹿毛                                                            | Nasrullah                                                                             | Mumtaz Begum      |                  |
| 父 Riverman 1969 鹿毛                                                                 | 父の父Never Bend 1960 鹿毛                                                            | Lalun                                                                                 | Djeddah           | Djeddah          |
| 父 Riverman 1969 鹿毛                                                                 | 父の父Never Bend 1960 鹿毛                                                            | Lalun                                                                                 | Be Faithful       |                  |
| 父 Riverman 1969 鹿毛                                                                 | 父の母River Lady 1963 鹿毛                                                            | Prince John                                                                           | Princequillo      | Princequillo     |
| 父 Riverman 1969 鹿毛                                                                 | 父の母River Lady 1963 鹿毛                                                            | Prince John                                                                           | Not Afraid        |                  |
| 父 Riverman 1969 鹿毛                                                                 | 父の母River Lady 1963 鹿毛                                                            | Nice Lily                                                                             | Roman             | Roman            |
| 父 Riverman 1969 鹿毛                                                                 | 父の母River Lady 1963 鹿毛                                                            | Nice Lily                                                                             | Azalea            |                  |
| 母 Wasnah 1987 鹿毛                                                                   | 母の父Nijinsky II 1967 鹿毛                                                           | Northern Dancer                                                                       | Nearctic          | Nearctic         |
| 母 Wasnah 1987 鹿毛                                                                   | 母の父Nijinsky II 1967 鹿毛                                                           | Northern Dancer                                                                       | Natalma           |                  |
| 母 Wasnah 1987 鹿毛                                                                   | 母の父Nijinsky II 1967 鹿毛                                                           | Flaming Page                                                                          | Bull Page         | Bull Page        |
| 母 Wasnah 1987 鹿毛                                                                   | 母の父Nijinsky II 1967 鹿毛                                                           | Flaming Page                                                                          | Flaring Top       |                  |
| 母 Wasnah 1987 鹿毛                                                                   | 母の母Highest Trump 1972 鹿毛                                                         | Bold Bidder                                                                           | Bold Ruler        | Bold Ruler       |
| 母 Wasnah 1987 鹿毛                                                                   | 母の母Highest Trump 1972 鹿毛                                                         | Bold Bidder                                                                           | High Bid          |                  |
| 母 Wasnah 1987 鹿毛                                                                   | 母の母Highest Trump 1972 鹿毛                                                         | Dear April                                                                            | My Babu           | My Babu          |
| 母 Wasnah 1987 鹿毛                                                                   | 母の母Highest Trump 1972 鹿毛                                                         | Dear April                                                                            | Querida F-No.13-c |                  |